# باب زنغويية (مشيز بردسير)
باب زنغويية (بالفارسية: باب زنگوییه) هي قرية تقع في إيران في البلدة المركزية.